# Tini (futbolista)
Agustín García Braceras (Sodupe, Vizcaya, España; 31 de diciembre de 1931-Laredo; 24 de julio de 2010), conocido como Tini, fue un futbolista español que se desempeñaba como centrocampista o delantero.

## Trayectoria
Tini llevaba desde febrero jugando cedido en el Barakaldo, donde había logrado diez goles. Debutó el 2 de diciembre en una victoria ante el Valencia por 2-3. En media temporada en Athletic Club marcó once goles en 14 partidos de Liga, destacando dos hat-trick ante la Real Sociedad (1-4) y Deportivo de la Coruña (4-1).
Con Telmo Zarra ya recuperado, Tini desarrolló su carrera fuera del equipo vasco. Fichó por el Real Valladolid en 1952, donde pasó siete temporadas siendo titular. Con el equipo vallisoletano disputó 199 partidos y logró 25 goles.
Después de jugar sus últimas dos temporadas en el Córdoba y el Racing de Ferrol, se retiró en 1961.

## Clubes
| Club                     | País   | Año       |
| ------------------------ | ------ | --------- |
| Barakaldo Club de Fútbol | España | 1950-1951 |
| Athletic Club            | España | 1951-1952 |
| Real Valladolid C. F.    | España | 1952-1959 |
| Córdoba CF               | España | 1959-1960 |
| Racing Club de Ferrol    | España | 1960-1961 |